# Fed Cup 2010 Zona Asia/Oceania Gruppo II - Pool A
Il Gruppo A della Fed Cup 2010 Zona Asia/Oceania Group II nella Fed Cup 2010 è uno dei 2 gruppi in cui è suddiviso il Group II della zona Asia/Oceania. Tre squadre si sono scontrate nel formato round robin. (vedi anche Pool B)
|   | Pool A          | India (bandiera) | Malaysia (bandiera) | Singapore (bandiera) |
| 1 | India (2-0)     |                  | 3-0                 | 3-0                  |
| 2 | Malaysia (1-1)  | 0-3              |                     | 2-1                  |
| 3 | Singapore (0-2) | 0-3              | 1-2                 |                      |

## Malesia vs. Singapore
| Malaysia 2 | National Tennis Centre, Kuala Lumpur, Malaysia 3 febbraio 2010 cemento outdoor - synpave | National Tennis Centre, Kuala Lumpur, Malaysia 3 febbraio 2010 cemento outdoor - synpave | Singapore 1 |     |   |  |
| \| \| \| \| 1 \| 2 \| 3 \| \| \| - \| \| --------------------------------------------------------- \| --- \| --- \| - \| \| \| 1 \| \| Chin-Bee Khoo Si Ying Keong \| 6 1 \| 6 0 \| \| \| \| 2 \| \| Jawairiah Noordin Li-Yun Tan \| 2 6 \| 3 6 \| \| \| \| 3 \| \| Chin-Bee Khoo / Jawairiah Noordin Clare Fong / Li-Yun Tan \| 6 4 \| 6 2 \| \| \| |                                                                                          |                                                                                          |             |     |   |  |
| |                                                                                          |                                                                                          | 1           | 2   | 3 |  |
| 1 | Malaysia (bandiera) · Singapore (bandiera)                                               | Chin-Bee Khoo Si Ying Keong                                                              | 6 1         | 6 0 |   |  |
| 2 | Malaysia (bandiera) · Singapore (bandiera)                                               | Jawairiah Noordin Li-Yun Tan                                                             | 2 6         | 3 6 |   |  |
| 3 | Malaysia (bandiera) · Singapore (bandiera)                                               | Chin-Bee Khoo / Jawairiah Noordin Clare Fong / Li-Yun Tan                                | 6 4         | 6 2 |   |  |

## Singapore vs. India
| Singapore 0 | National Tennis Centre, Kuala Lumpur, Malaysia 3 febbraio 2010 cemento outdoor - synpave | National Tennis Centre, Kuala Lumpur, Malaysia 3 febbraio 2010 cemento outdoor - synpave | India 3 |     |   |  |
| \| \| \| \| 1 \| 2 \| 3 \| \| \| - \| \| ----------------------------------------------------------- \| --- \| --- \| - \| \| \| 1 \| \| Si Ying Keong Poojashree Venkatesha \| 1 6 \| 1 6 \| \| \| \| 2 \| \| Li-Yun Tan Sania Mirza \| 2 6 \| 3 6 \| \| \| \| 3 \| \| Clare Fong / Li-Yun Tan Sanaa Bhambri / Rushmi Chakravarthi \| 0 6 \| 2 6 \| \| \| |                                                                                          |                                                                                          |         |     |   |  |
| |                                                                                          |                                                                                          | 1       | 2   | 3 |  |
| 1 | Singapore (bandiera) · India (bandiera)                                                  | Si Ying Keong Poojashree Venkatesha                                                      | 1 6     | 1 6 |   |  |
| 2 | Singapore (bandiera) · India (bandiera)                                                  | Li-Yun Tan Sania Mirza                                                                   | 2 6     | 3 6 |   |  |
| 3 | Singapore (bandiera) · India (bandiera)                                                  | Clare Fong / Li-Yun Tan Sanaa Bhambri / Rushmi Chakravarthi                              | 0 6     | 2 6 |   |  |

## Malesia vs. India
| Malaysia 0 | National Tennis Centre, Kuala Lumpur, Malaysia 3 febbraio 2010 cemento outdoor - synpave | National Tennis Centre, Kuala Lumpur, Malaysia 3 febbraio 2010 cemento outdoor - synpave | India 3 |     |   |  |
| \| \| \| \| 1 \| 2 \| 3 \| \| \| - \| \| ----------------------------------------------------------------------- \| ---- \| --- \| - \| \| \| 1 \| \| Chin-Bee Khoo Poojashree Venkatesha \| 1 6 \| 1 6 \| \| \| \| 2 \| \| Jawairiah Noordin Sania Mirza \| 1 6 \| 0 6 \| \| \| \| 3 \| \| Chin-Bee Khoo / Jawairiah Noordin Sanaa Bhambri / Poojashree Venkatesha \| 65 7 \| 2 6 \| \| \| |                                                                                          |                                                                                          |         |     |   |  |
| |                                                                                          |                                                                                          | 1       | 2   | 3 |  |
| 1 | Malaysia (bandiera) · India (bandiera)                                                   | Chin-Bee Khoo Poojashree Venkatesha                                                      | 1 6     | 1 6 |   |  |
| 2 | Malaysia (bandiera) · India (bandiera)                                                   | Jawairiah Noordin Sania Mirza                                                            | 1 6     | 0 6 |   |  |
| 3 | Malaysia (bandiera) · India (bandiera)                                                   | Chin-Bee Khoo / Jawairiah Noordin Sanaa Bhambri / Poojashree Venkatesha                  | 65 7    | 2 6 |   |  |